# Grabowiec (Białoruś)
Grabowiec (biał. Грабавец; ros. Грабовец) – wieś na Białorusi, w obwodzie brzeskim, w rejonie baranowickim, w sielsowiecie Wielkie Łuki. Leży przy porcie lotniczym Baranowicze.
W dwudziestoleciu międzywojennym wieś leżała w Polsce, w województwie nowogródzkim, w powiecie baranowickim.